# Фосфолипаза D
Фосфолипаза D (КФ 3.1.4.4, англ. phospholipase D) — фосфолипаза, гидролизующая фосфодиэфирную связь между остатком фосфатидной кислоты фосфолипида и головной группой полярной части. Относится к фосфодиэстеразам также как и фосфолипаза C. Существует 2 изоформы этой фосфолипазы D1 и D2. Обе изоформы специфически расщепляют фосфатидилхолин на фосфатидную кислоту и холин, высвобождая последний в цитоплазму. Изоформы имеют различную внутриклеточную локализацию. Фосфолипаза D1 расположена в аппарате Гольджи, эндосомах, лизосомах и в секреторных гранулах, тогда как фосфолипаза D2 локализуется в липидных рафтах плазматической мембраны.

фосфатидилхолин
фосфатидная кислота
холин

## Функция
Фосфатидная кислота является сигнальной молекулой и рекрутирует в мембрану клетки SK1. Она является короткоживущим сигналом, который гидролизуется далее до диглицерида под действием фосфогидролазы. Как правило фосфатидная кислота, образующаяся под действием фосфолипазы D, содержит мононенасыщенные и/или насыщенные жирные кислоты. Это отличает соответствующие сигнальные пути от таковых с участием диглицерида, который как правило содержит полиненасыщенные жирные кислоты.